# يونا فيشر
يونا فيشر (بالعبرية: יונה פישר‏) (20 نوفمبر 1932 - 3 مارس 2022) أمين متاحف فنية إسرائيلي. حصل على جائزة إسرائيل في التصميم في عام 1977. 
ألف العديد من الكتب منها «التحف الفنية في متحف إسرائيل» في عام 1995.

## حياته
بدأ فيشر حياته المهنية في الستينيات أميناً في متحف بتسلئيل.
وفي عام 1965 عند افتتاح متحف إسرائيل، عين أمينًا لقسم الفن الإسرائيلي والفن الحديث، ولاحقًا في متحف أشدود للفنون. قدم أعمال فنانين إسرائيليين بارزين مثل رافي لافي وموشيه كوبفرمان. التقى فيشر وكوبفرمان في عام 1967، وكان أول معرض فردي كبير لكوبفرمان برعاية فيشر في عام 1969.
حصل فيشر على جائزة إسرائيل في التصميم.  وتوفي في 3 مارس 2022 عن عمر يناهز 89 عامًا.